# Leovigildo Ruiz Tatay
Leovigildo Ruiz Tatay (Zalamea la Real (Huelva), 1872-Madrid, 1 de agosto de 1931) fue un actor español.

## Biografía

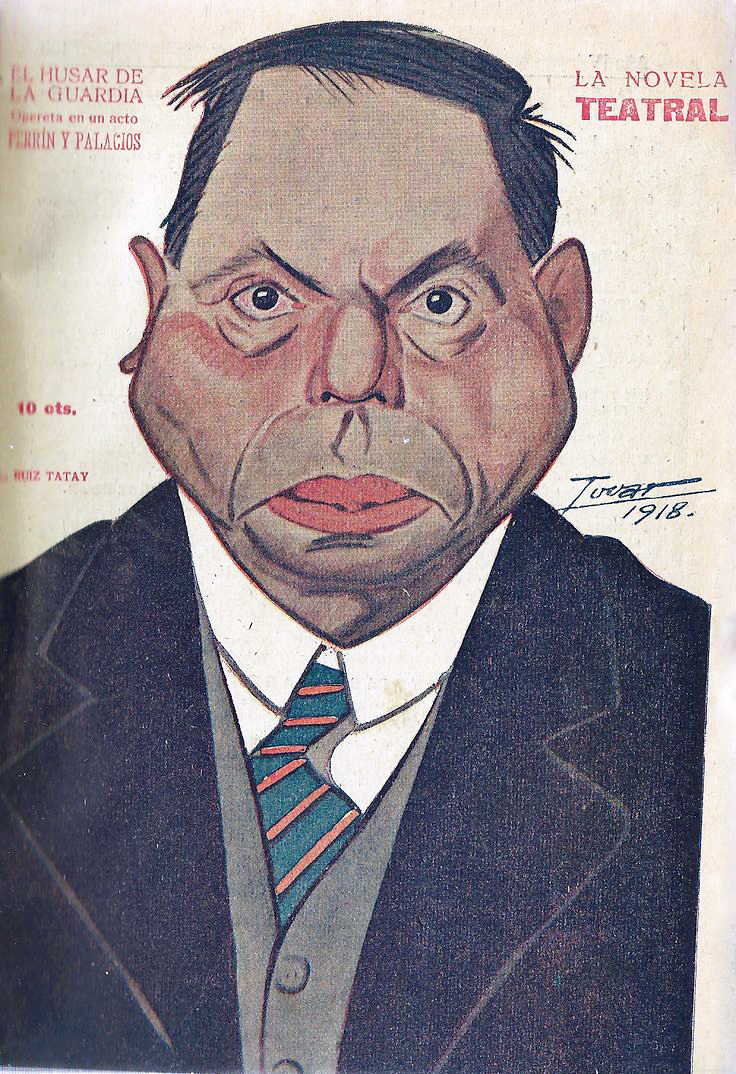
Caricaturizado por Tovar (1918)

Dedicado a la interpretación desde su temprana juventud, entró a formar parte de la compañía de María Guerrero, con la que cosechó importantes triunfos sobre las tablas. Más adelante se integraría, sucesivamente, en las compañías de Carmen Cobeña y Enrique Borrás, con el que triunfó entre otras, en Amor y ciencia (1905), de Benito Pérez Galdós, Casa de muñecas (1907), de Ibsen, El alcalde de Zalamea (1909), de Calderón de la Barca y El bandido de la Sierra (1923), de Luis Fernández Ardavín. Estrenó La esfinge, de Miguel de Unamuno en 1909 y participó también en el montaje de Don Juan Tenorio, de Zorrilla en 1910.
Entre sus interpretaciones, merece especial mención El alcalde de Zalamea, obra de Calderón de la Barca, en la que encarnó a Don Lope de Figueroa.